# Brother Industries

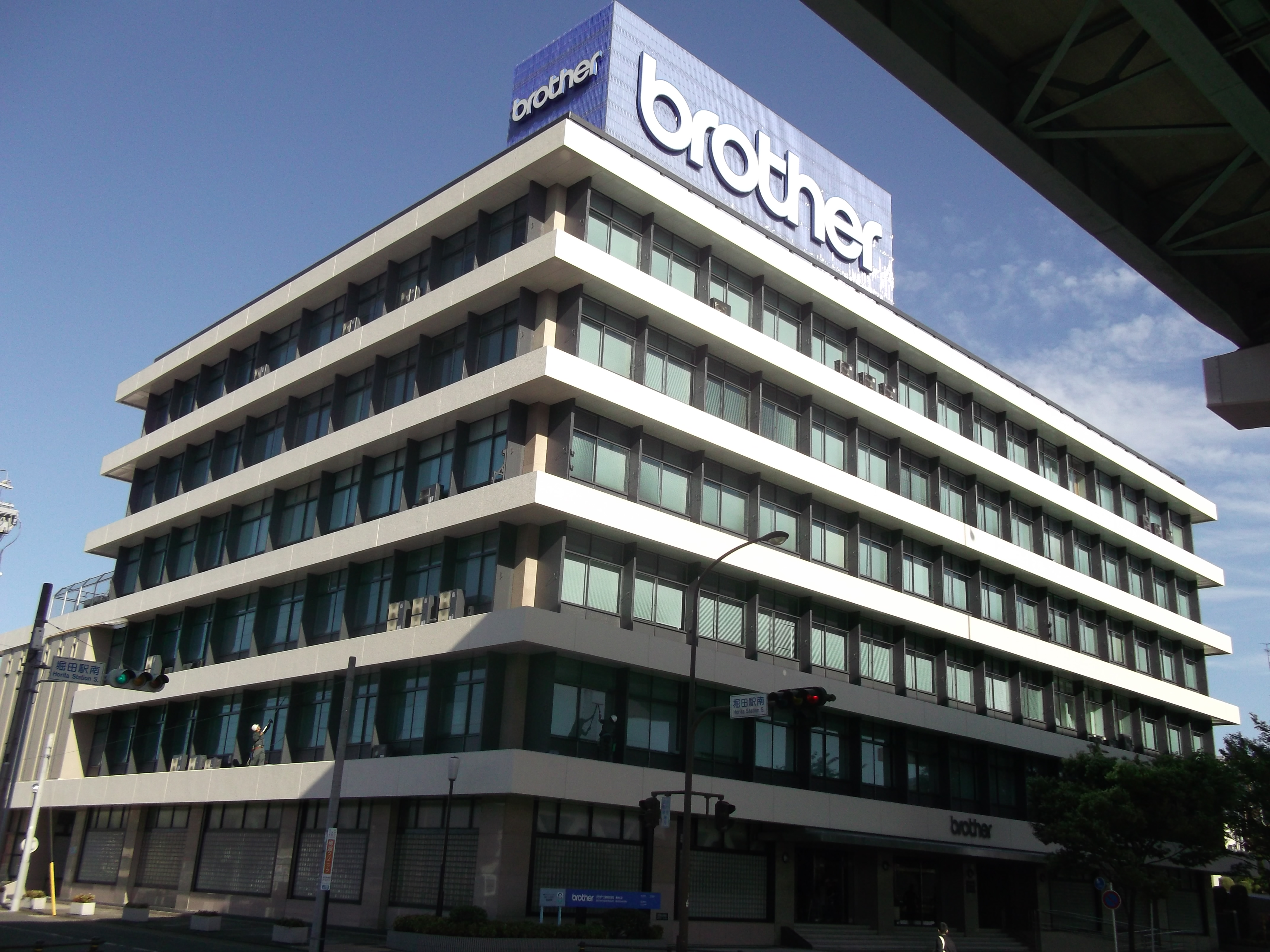
Brother Industries Ltd.

Brother Industries Ltd. (japanisch ブラザー工業株式会社, Burazā Kōgyō kabushiki-gaisha) ist ein weltweit operierender Konzern mit Stammsitz in Nagoya/Japan und einer der führenden Hersteller von Druckern, Multifunktions- und Faxgeräten, Schreibmaschinen, computergesteuerten Stick- und Nähsystemen, P-touch-Beschriftungsgeräten sowie von Online-Karaoke/Content-Delivery-Systemen. Er wurde 1934 als Nippon mishin seizō K.K. (日本ミシン製造株式会社; engl. Nippon Sewing Machine Manufacturing Co.) gegründet; Vorläufer war die 1908 als Reparaturwerkstatt für Nähmaschinen gegründete Yasui mishin shōkai (安井ミシン商会, engl. Yasui Sewing Machine Co.), die ab 1925 Yasui Mishin kyōdai shōkai (安井ミシン兄弟商会, etwa „Nähmaschinengeschäft Gebrüder Yasui“, englisch Yasui Brothers Sewing Machine Co.) hieß.

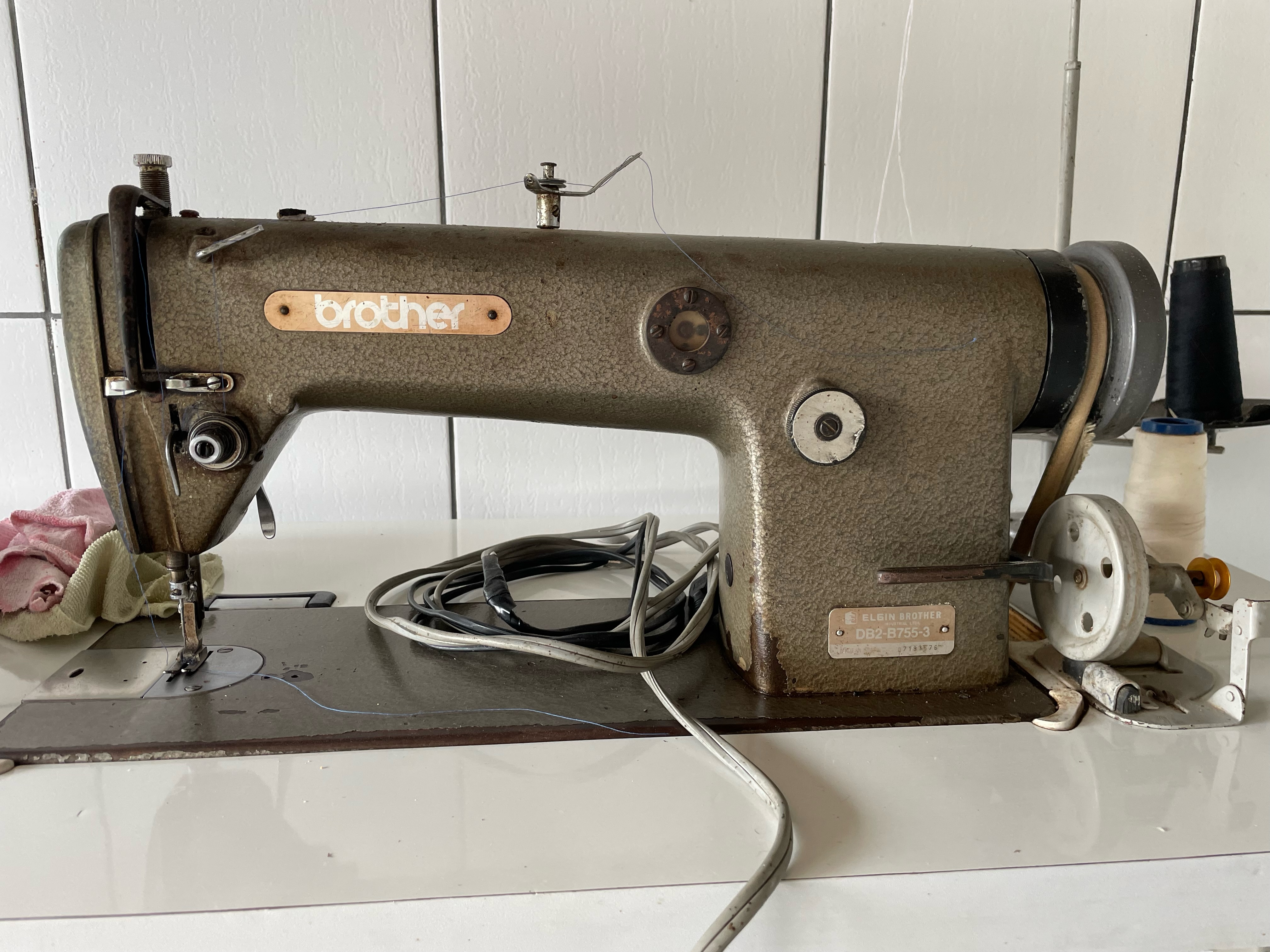
Nähmaschine

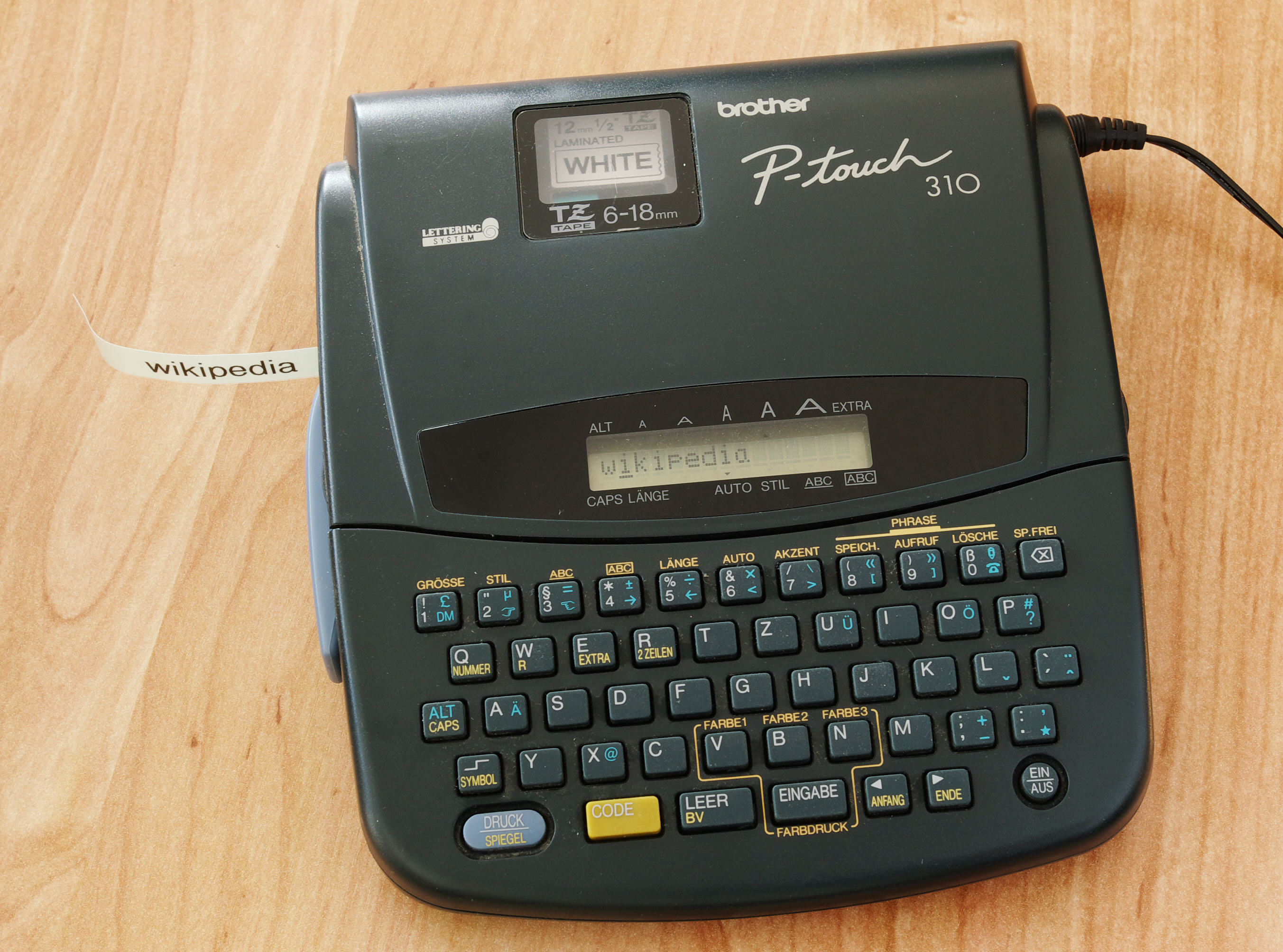
Beschriftungsgerät

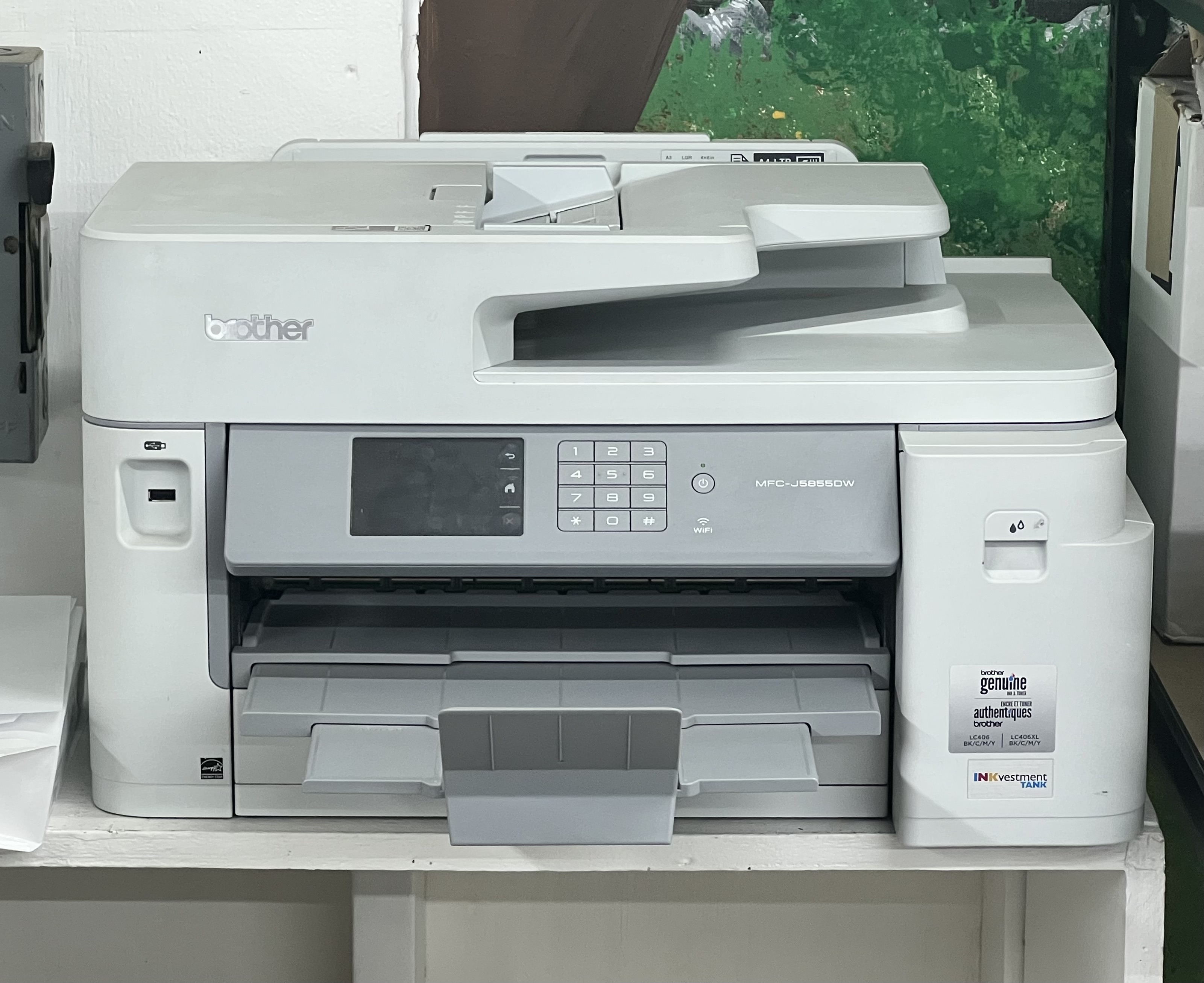
Multifunktionsgerät MFC-J5855DW

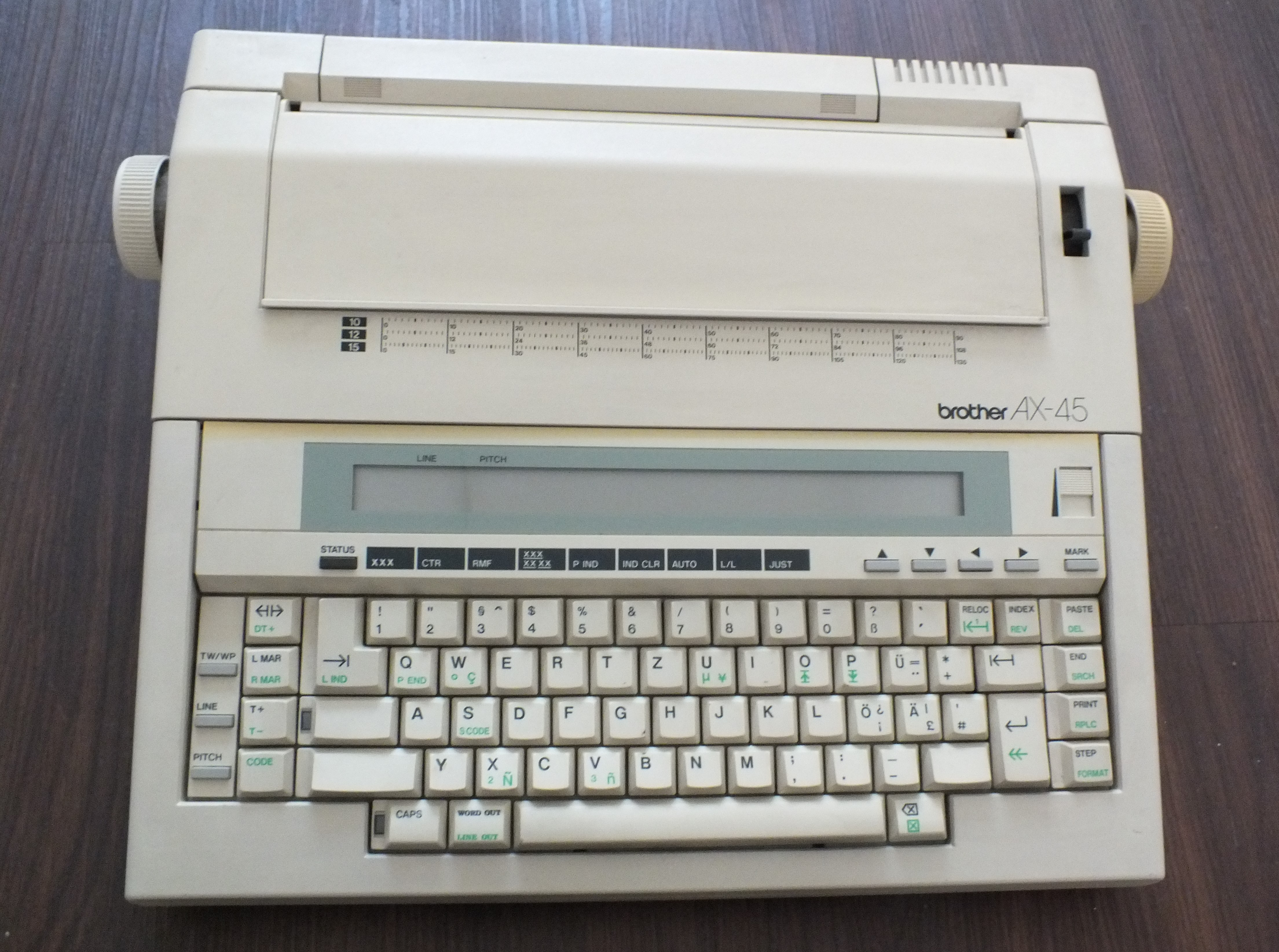
AX-45 Schreibmaschine

## Brother Deutschland
1962 wurde in Deutschland die Brother International GmbH in Hamburg gegründet, von dort zog die Firma 1964 nach Frankfurt am Main und 1974 nach Bad Vilbel. Heute erwirtschaftet Brother International GmbH einen Gesamtumsatz von über 300 Millionen Euro. Die Industrie-Nähmaschinen und Textildrucker von Brother werden von der zweiten Filiale in Deutschland, Brother Industriemaschinen GmbH, im nordrhein-westfälischen Emmerich am Rhein vertrieben. Diese Filiale ist für das industrielle Geschäft in ganz Europa, Naher Osten und Südafrika verantwortlich.

## Brother Schweiz
Die Brother (Schweiz) AG, wie sie seit dem Jubiläumsjahr 1997 heißt, wurde im Jahre 1972 gegründet und ist in Dättwil bei Baden AG sesshaft. Sie erwirtschaftet heute mit ca. 60 Mitarbeitern rund 55 Millionen Euro Umsatz im Jahr.

## Brother Österreich
Brother International Austria GesmbH ist die österreichische Niederlassung mit Sitz in Wien. Die österreichische Vertriebsgesellschaft wurde 1971 gegründet und ist mit dieser Niederlassung auch für 13 Staaten Osteuropas zuständig. Das Vertriebsprogramm umfasst Laserdrucker und Multifunktionsgeräte (Drucken, Scannen, Kopieren, Faxen), Faxgeräte, P-touch-Beschriftungsgeräte, Schreibmaschinen und Nähmaschinen.

## Produktpalette
Nachdem in den 1970er Jahren auch Taschenrechner angeboten wurden, werden in der Gegenwart die folgenden Produktkategorien hergestellt:
Farb- und Monochrom-Drucker (Laser, LED, Tintenstrahl), Multifunktionsgeräte (Kombinierte Möglichkeiten zum Drucken, Scannen, Kopieren, Faxen), Nadeldrucker, Faxgeräte, P-touch Beschriftungsgeräte, Schreibmaschinen, Näh- und Sticksysteme sowie Online-Karaoke/Content-Delivery-Systeme.

## Verzicht auf Chips bei Tintenpatronen
Brother hat bei seinen Tintenstrahldruckern länger als alle anderen bedeutenden Hersteller auf Tintenpatronen mit Chips verzichtet. Erst 2012 wurden mit den Patronen der 123/127XL-Serien Chips auf den Patronen eingeführt. Der lange Verzicht auf Chips hat den Brother-Tintenstrahldruckern eine gewisse Beliebtheit bei Nutzern eingebracht, die ihre Patronen selbst wiederbefüllen, und sorgte für niedrige Preise bei kompatiblen Tintenpatronen. Mittlerweile sind für die meisten Geräte auch mit chipgesteuerten Tintenpatronen preisgünstige Ersatzpatronen von Fremdherstellern erhältlich.